# Черноморка (Омская область)
Черномо́рка — деревня в Полтавском районе Омской области России. Входит в состав Ворошиловского сельского поселения.

## История
Основана в 1913 году. В 1928 году участок Бельдеж №16 состоял из 14 хозяйств, основное население — украинцы. Находилась в составе Бельдежского № 12 сельсовета Полтавского района Омского округа Сибирского края.

## Население
| 1926 | 2010 |
| ---- | ---- |
| 64   | ↗129 |